# ألكسندرا بيرن
ألكسندرا بيرن (بالإنجليزية: Alexandra Byrne)‏ هي مصممة أزياء تقليدية أمريكية وبريطانية، ولدت في 1960 في Amounderness Hundred ‏ في المملكة المتحدة.

## وصلات خارجية
- ألكسندرا بيرن على موقع IMDb (الإنجليزية)
- ألكسندرا بيرن على موقع ألو سيني (الفرنسية)
- ألكسندرا بيرن على موقع قاعدة بيانات برودواي على الإنترنت (الإنجليزية)
- ألكسندرا بيرن على موقع قاعدة بيانات الفيلم (الإنجليزية)